# Ajla Tomljanović
Ajla Tomljanović, née le 7 mai 1993 à Zagreb, est une joueuse de tennis croate puis australienne, professionnelle sur le circuit WTA depuis 2009.
Elle prend officiellement la nationalité australienne après avoir obtenu sa nouvelle citoyenneté en janvier 2018. Depuis le 29 janvier 2018, elle représente désormais l’Australie sur tous les tournois.
Elle a atteint plusieurs finales en simple sur le circuit principal, mais ne compte à ce jour aucun titre. Elle a en revanche remporté un tournoi WTA 125.
En Grand Chelem, elle a atteint les quarts-de-finales à trois reprises : à Wimbledon en 2021 et 2022, et à l'US Open en 2022.

## Carrière tennistique
Durant sa carrière junior, Ajla Tomljanović remporte l’Open d’Australie 2009 en double avec Christina McHale.
En 2009, elle participe à son premier tableau principal d’un tournoi WTA à l’Open d’Indian Wells.
En 2010, elle remporte son premier titre ITF à Plantation et son premier match dans le tableau principal d’un tournoi WTA à Memphis.
En 2011, elle remporte deux titres ITF à Clearwater et Grado.
En 2013, elle remporte un titre ITF à Dothan. En juin, elle se qualifie pour le tableau final du tournoi de Wimbledon mais s’incline au premier tour. En août, elle se qualifie pour l’US Open. Elle remporte son match au premier tour face à Casey Dellacqua puis s’incline contre Alizé Cornet. En septembre, elle entre dans le top 100 pour la première fois à la suite d’un quart de finale au Challenge Bell.

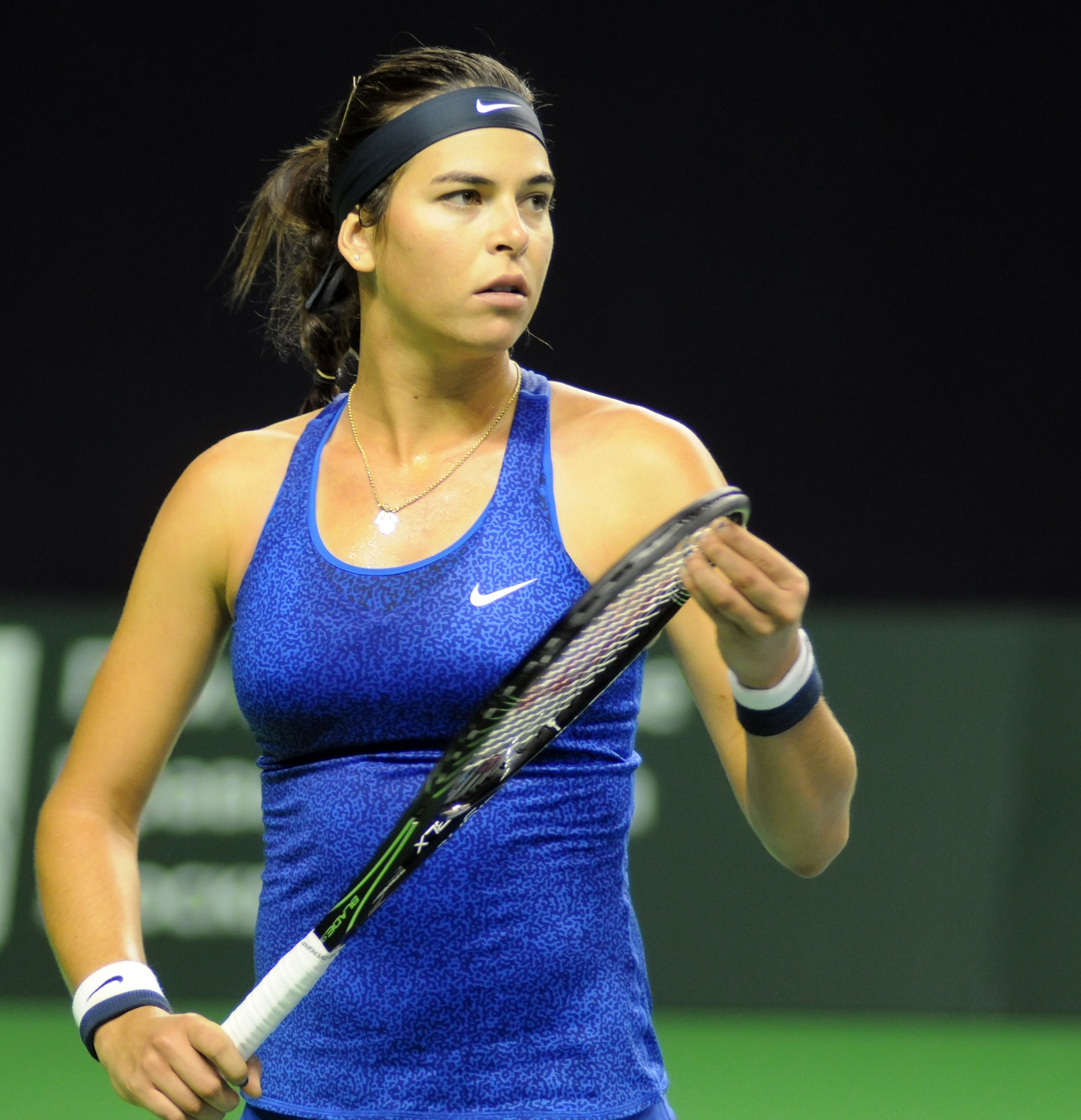
Ajla Tomljanović à Moscou en 2014

En 2014, elle atteint les quarts de finale en double de l’Open d’Australie avec Jarmila Gajdošová, qui a la particularité d’avoir changé de nationalité sportive fin 2009, troquant la bannière slovaque pour celle de l’Australie (Ajla Tomljanović obtiendra elle aussi la nationalité sportive australienne, en 2018). Elles s’inclinent en trois sets face à Květa Peschke et Katarina Srebotnik.
En juillet 2014, elle annonce qu’elle représentera désormais l’Australie dans les tournois du Grand Chelem dès l’US Open. Par contre, tant que sa naturalisation n’est pas administrativement actée, elle continue de jouer pour la Croatie dans les autres tournois.
En 2022, pour la deuxième année consécutive, elle atteint les quarts de finale au Tournoi de Wimbledon où elle s' incline face à Elena Rybakina (6-4, 2-6, 3-6).
À l'US Open 2022, Tomljanović est la dernière adversaire de la carrière de Serena Williams qui prend sa retraite sportive à l'issue de son match perdu au troisième tour. Elle atteint les quarts de finale et s'incline face à Ons Jabeur.
Blessée à un genou, elle est contrainte au forfait lors de l'Open d'Australie 2023. Elle joue sa première finale sur gazon fin juin 2024 à Birmingham, sortant la Russe Anna Blinkova (6-2, 6-1), la Chinoise Zhu Lin (6-7, 6-1, 6-4), la Canadienne Leylah Fernandez (1-6, 6-3, 6-2) et la Russe Anastasia Potapova (7-6, 6-4). Elle ne remporte pas le titre, éliminée aux pieds du trophée par Yulia Putintseva (1-6, 6-7).

## Palmarès

### Titre en simple dames
Aucun

### Finales en simple dames
| No | Date       | Nom et lieu du tournoi                             | Catégorie | Dotation  | Surface      | Vainqueure         | Score          |          |
| -- | ---------- | -------------------------------------------------- | --------- | --------- | ------------ | ------------------ | -------------- | -------- |
| 1  | 09-02-2015 | Thailand Open, Pattaya                             | Intern'l  | 250 000 $ | Dur (ext.)   | Daniela Hantuchová | 3-6, 6-3, 6-4  | Parcours |
| 2  | 30-04-2018 | Grand Prix de SAR La Princesse Lalla Meryem, Rabat | Intern'l  | 250 000 $ | Terre (ext.) | Elise Mertens      | 6-2, 7-64      | Parcours |
| 3  | 17-09-2018 | Korea Open, Séoul                                  | Intern'l  | 250 000 $ | Dur (ext.)   | Kiki Bertens       | 7-62, 4-6, 6-2 | Parcours |
| 4  | 28-01-2019 | Thailand Open, Hua Hin                             | Intern'l  | 250 000 $ | Dur (ext.)   | Dayana Yastremska  | 6-2, 2-6, 7-63 | Parcours |
| 5  | 17-06-2024 | Rothesay Classic, Birmingham                       | WTA 250   | 267 082 $ | Gazon (ext.) | Yulia Putintseva   | 6-1, 7-68      | Parcours |

### Titres en simple en WTA 125
| No | Date       | Nom et lieu du tournoi         | Catégorie | Dotation  | Surface      | Finaliste          | Score         |          |
| -- | ---------- | ------------------------------ | --------- | --------- | ------------ | ------------------ | ------------- | -------- |
| 1  | 20-11-2023 | MundoTenis Open, Florianópolis | WTA 125   | 115 000 $ | Terre (ext.) | M. Capurro Taborda | 6-1, 7-5      | Parcours |
| 2  | 30-09-2024 | Hong Kong 125 Open, Hong Kong  | WTA 125   | 115 000 $ | Dur (ext.)   | Clara Tauson       | 4-6, 6-4, 6-4 | Parcours |

## Parcours en Grand Chelem

### En simple dames
| Année | Open d'Australie | Open d'Australie    | Internationaux de France | Internationaux de France | Wimbledon       | Wimbledon           | US Open         | US Open            |
| ----- | ---------------- | ------------------- | ------------------------ | ------------------------ | --------------- | ------------------- | --------------- | ------------------ |
| 2010  | —                | —                   | Q1                       | B. Mattek-Sands          | Q3              | Kaia Kanepi         | Q2              | M.E. Camerin       |
| 2011  | Q2               | Petra Martić        | Q1                       | Marina Erakovic          | Q1              | Regina Kulikova     | Q2              | Julia Glushko      |
| 2012  | —                | —                   | Q1                       | Yaroslava Shvedova       | Q1              | M. Larcher de Brito | —               | —                  |
| 2013  | —                | —                   | Q1                       | Polona Hercog            | 1er tour (1/64) | Bojana Jovanovski   | 2e tour (1/32)  | Alizé Cornet       |
| 2014  | 2e tour (1/32)   | Sloane Stephens     | 1/8 de finale            | C. Suárez Navarro        | 1er tour (1/64) | Heather Watson      | 1er tour (1/64) | C. Suárez Navarro  |
| 2015  | 2e tour (1/32)   | Varvara Lepchenko   | 2e tour (1/32)           | Angelique Kerber         | 2e tour (1/32)  | Agnieszka Radwańska | 1er tour (1/64) | Karin Knapp        |
| 2016  | 1er tour (1/64)  | Kateryna Bondarenko | —                        | —                        | —               | —                   | —               | —                  |
| 2017  | —                | —                   | 1er tour (1/64)          | Kiki Bertens             | —               | —                   | 2e tour (1/32)  | Aleksandra Krunić  |
| 2018  | 1er tour (1/64)  | Lucie Šafářová      | 1er tour (1/64)          | Elina Svitolina          | 1er tour (1/64) | Madison Keys        | 2e tour (1/32)  | Kateřina Siniaková |
| 2019  | 1er tour (1/64)  | Johanna Konta       | 1er tour (1/64)          | Simona Halep             | 2e tour (1/32)  | Victoria Azarenka   | 2e tour (1/32)  | Anett Kontaveit    |
| 2020  | 2e tour (1/32)   | Garbiñe Muguruza    | 1er tour (1/64)          | María Sákkari            | Annulé          | Annulé              | 1er tour (1/64) | Angelique Kerber   |
| 2021  | 2e tour (1/32)   | Simona Halep        | 2e tour (1/32)           | A. Pavlyuchenkova        | 1/4 de finale   | Ashleigh Barty      | 3e tour (1/16)  | Karolína Plíšková  |
| 2022  | 1er tour (1/64)  | Paula Badosa        | 2e tour (1/32)           | Varvara Gracheva         | 1/4 de finale   | Elena Rybakina      | 1/4 de finale   | Ons Jabeur         |
| 2023  | —                | —                   | —                        | —                        | —               | —                   | 2e tour (1/32)  | Forfait            |
| 2024  | 2e tour (1/32)   | Jeļena Ostapenko    | 1er tour (1/64)          | Dayana Yastremska        | 1er tour (1/64) | Jeļena Ostapenko    | 2e tour (1/32)  | Elise Mertens      |
| 2025  | 2e tour (1/32)   | Diana Shnaider      | 2e tour (1/32)           | Jasmine Paolini          | 1er tour (1/64) | A. Pavlyuchenkova   |                 |                    |

N.B. : à droite du résultat se trouve le nom de l'ultime adversaire.

### En double dames
| Année | Open d'Australie                                                                      | Open d'Australie                                                                         | Internationaux de France                                                                | Internationaux de France                                                              | Wimbledon                                                                        | Wimbledon                                                                             | US Open | US Open |
| ----- | ------------------------------------------------------------------------------------- | ---------------------------------------------------------------------------------------- | --------------------------------------------------------------------------------------- | ------------------------------------------------------------------------------------- | -------------------------------------------------------------------------------- | ------------------------------------------------------------------------------------- | ------- | ------- |
| 2014  | 1/4 de finale J. Gajdošová \|\| style="text-align:left;" \| K. Peschke K. Srebotnik   | 1er tour (1/32) Zhang S. \|\| style="text-align:left;" \| G. Dabrowski A. Rosolska       | 1er tour (1/32) C. McHale \|\| style="text-align:left;" \| G. Muguruza C. Suárez        | 1/8 de finale J. Gajdošová \|\| style="text-align:left;" \| M. Hingis F. Pennetta     |                                                                                  |                                                                                       |         |         |
| 2015  | 2e tour (1/16) J. Gajdošová \|\| style="text-align:left;" \| M. Krajicek B. Strýcová  | 1er tour (1/32) J. Gajdošová \|\| style="text-align:left;" \| Ka. Plíšková Kr. Plíšková  | 1/8 de finale J. Gajdošová \|\| style="text-align:left;" \| B. Mattek-Sands L. Šafářová | 1er tour (1/32) J. Gajdošová \|\| style="text-align:left;" \| A. Muhammad M. Sanchez  |                                                                                  |                                                                                       |         |         |
| 2016  | 2e tour (1/16) M. Keys \|\| style="text-align:left;" \| D. Cibulková K. Flipkens      | —                                                                                        | —                                                                                       | —                                                                                     | —                                                                                | —                                                                                     | —       |         |
| 2017  | —                                                                                     | —                                                                                        | 2e tour (1/16) A. Krunić \|\| style="text-align:left;" \| B. Mattek-Sands L. Šafářová   | —                                                                                     | —                                                                                | 1er tour (1/32) A. Muhammad \|\| style="text-align:left;" \| J. Janković A. Sevastova |         |         |
| 2018  | 1er tour (1/32) P. Hon \|\| style="text-align:left;" \| B. Krejčíková K. Siniaková    | 1er tour (1/32) Zhang S. \|\| style="text-align:left;" \| T. Babos K. Mladenovic         | 1er tour (1/32) Y. Putintseva \|\| style="text-align:left;" \| K. Flipkens M. Niculescu | 1/8 de finale M. Linette \|\| style="text-align:left;" \| L. Hradecká E. Makarova     |                                                                                  |                                                                                       |         |         |
| 2019  | 1er tour (1/32) M. Linette \|\| style="text-align:left;" \| A. Cornet P. Martić       | 1er tour (1/32) A. Krunić \|\| style="text-align:left;" \| V. Azarenka A. Barty          | 2e tour (1/16) M. Sákkari \|\| style="text-align:left;" \| A. Blinkova Wang Y.          | 2e tour (1/16) M. Sákkari \|\| style="text-align:left;" \| A.L. Friedsam L. Siegemund |                                                                                  |                                                                                       |         |         |
| 2020  | 1er tour (1/32) M. Sákkari \|\| style="text-align:left;" \| G. Dabrowski J. Ostapenko | 2e tour (1/16) A. Riske \|\| style="text-align:left;" \| K. Peschke D. Schuurs           | Annulé                                                                                  | Annulé                                                                                | —                                                                                | —                                                                                     |         |         |
| 2021  | 1er tour (1/32) A. Riske \|\| style="text-align:left;" \| A. Rus T. Zidanšek          | 2e tour (1/16) S. Sanders \|\| style="text-align:left;" \| A. Pavlyuchenkova E. Rybakina | 1er tour (1/32) C. McHale \|\| style="text-align:left;" \| K. Christian N. Hibino       | 2e tour (1/16) A. Petkovic \|\| style="text-align:left;" \| N. Kichenok R. Olaru      |                                                                                  |                                                                                       |         |         |
| 2022  | —                                                                                     | —                                                                                        | 1/8 de finale M. Doi \|\| style="text-align:left;" \| C. Garcia K. Mladenovic           | 1er tour (1/32) D. Saville \|\| style="text-align:left;" \| V. Kužmová A. Rus         | 1er tour (1/32) S. Kenin \|\| style="text-align:left;" \| H. Baptiste W. Osuigwe |                                                                                       |         |         |
|       |                                                                                       |                                                                                          |                                                                                         |                                                                                       |                                                                                  |                                                                                       |         |         |
| 2024  | 2e tour (1/16) D. Saville \|\| style="text-align:left;" \| Hsieh S.-w. E. Mertens     | 1er tour (1/32) D. Saville \|\| style="text-align:left;" \| M. Kato N. Kichenok          | —                                                                                       | —                                                                                     | 1er tour (1/32) V. Tomova \|\| style="text-align:left;" \| P. Martić S. Rogers   |                                                                                       |         |         |
| 2025  | —                                                                                     | —                                                                                        | —                                                                                       | —                                                                                     | 1er tour (1/32) V. Tomova \|\| style="text-align:left;" \| E. Hozumi A. Sutjiadi | —                                                                                     | —       |         |

N.B. : le nom de la partenaire se trouve sous le résultat ; les noms des ultimes adversaires se trouvent à droite.

### En double mixte
| Année | Open d'Australie                                                                    | Open d'Australie | Internationaux de France | Internationaux de France | Wimbledon                                                                        | Wimbledon | US Open | US Open |
| ----- | ----------------------------------------------------------------------------------- | ---------------- | ------------------------ | ------------------------ | -------------------------------------------------------------------------------- | --------- | ------- | ------- |
| 2014  | 1er tour (1/16) J. Duckworth \|\| style="text-align:left;" \| D. Hantuchová L. Paes | —                | —                        | —                        | —                                                                                | —         | —       |         |
| 2015  | —                                                                                   | —                | —                        | —                        | 2e tour (1/16) I. Dodig \|\| style="text-align:left;" \| E. Vesnina M. Matkowski | —         | —       |         |
| 2016  | 1er tour (1/16) N. Kyrgios \|\| style="text-align:left;" \| S. Mirza I. Dodig       | —                | —                        | —                        | —                                                                                | —         | —       |         |

N.B. : le nom du partenaire se trouve sous le résultat ; les noms des ultimes adversaires se trouvent à droite.

## Parcours en «Premier» et WTA 1000
Les tournois WTA « Premier Mandatory » et « Premier 5 » (entre 2009 et 2020) et WTA 1000 (à partir de 2021) constituent les catégories d'épreuves les plus prestigieuses, après les quatre levées du Grand Chelem. 

De 2009 à 2023, les tournois Premier Mandatory (dits tournois WTA 1000 obligatoires entre 2021 et 2023) regroupent Indian Wells, Miami, Madrid et Pékin, les autres constituant les tournois Premier 5 (tournois WTA 1000 non-obligatoires). À partir de 2024, le nombre de tournois WTA 1000 passe à 10 par saison (fin de l’alternance Doha / Dubaï), ces derniers devenant tous obligatoires et offrant tous 1000 points à la vainqueure (contre 900 points précédemment pour les tournois Premier 5).

### En simple dames
| Année |       |                              |                          |                             |                              |                               |                              |                              |                                |                           |  |                               |
| Doha  | Dubaï | Indian Wells                 | Miami                    | Madrid                      | Rome                         | Canada                        | Cincinnati                   | Pékin                        |                                | Tokyo                     |  |                               |
| Doha  | Dubaï | Indian Wells                 | Miami                    | Madrid                      | Rome                         | Canada                        | Cincinnati                   | Pékin                        | Wuhan                          |                           |  |                               |
| Doha  | Dubaï | Indian Wells                 | Miami                    | Madrid                      | Rome                         | Canada                        | Cincinnati                   | Pékin                        | Guadalajara                    |                           |  |                               |
| 2009  |       | Hors calendrier              |                          | 1er tour (1/64) A. Haynes   |                              |                               |                              |                              |                                |                           |  |                               |
| 2010  |       | Hors calendrier              |                          | 1er tour (1/64) P. Martić   | 1er tour (1/64) Y. Shvedova  |                               |                              |                              |                                |                           |  |                               |
| 2011  |       | WTA 500                      |                          |                             | 1er tour (1/64) J. Hampton   |                               |                              |                              |                                |                           |  |                               |
|       |       |                              |                          |                             |                              |                               |                              |                              |                                |                           |  |                               |
| 2013  |       |                              | WTA 500                  |                             | 4e tour (1/8) K. Flipkens    |                               |                              |                              |                                |                           |  |                               |
| 2014  |       |                              | WTA 500                  | 2e tour (1/32) S. Stephens  | 3e tour (1/16) V. Lepchenko  |                               |                              | 1er tour (1/32) S. Rogers    |                                |                           |  |                               |
| 2015  |       | WTA 500                      |                          | 1er tour (1/64) I. Falconi  | 1er tour (1/64) K. Nara      | 2e tour (1/16) V. Azarenka    |                              |                              |                                |                           |  | 1er tour (1/32) B. Bencic     |
|       |       |                              |                          |                             |                              |                               |                              |                              |                                |                           |  |                               |
| 2017  |       | WTA 500                      |                          | 1er tour (1/64) J. Görges   | 3e tour (1/16) L. Šafářová   |                               |                              |                              |                                |                           |  |                               |
| 2018  |       |                              | WTA 500                  |                             | 2e tour (1/32) S. Stephens   |                               | 1er tour (1/32) D. Kasatkina |                              | 2e tour (1/16) S. Halep        |                           |  |                               |
| 2019  |       | WTA 500                      | 1er tour (1/32) Zheng S. | 2e tour (1/32) A. Sabalenka | 3e tour (1/16) A. Kontaveit  | 1er tour (1/32) M. Buzărnescu | 2e tour (1/16) Ka. Plíšková  | 1er tour (1/32) I. Świątek   |                                | 2e tour (1/16) A. Riske   |  | 1er tour (1/32) D. Yastremska |
| 2020  |       | 2e tour (1/16) G. Muguruza   | WTA 500                  | Annulé                      | Annulé                       | Annulé                        | 1er tour (1/32) M. Bouzková  | Annulé                       | 1er tour (1/32) V. Kudermetova | Annulé                    |  | Annulé                        |
| 2021  |       | WTA 500                      |                          | 4e tour (1/8) A. Kerber     | 2e tour (1/32) N. Osaka      | 1er tour (1/32) E. Rybakina   | 2e tour (1/16) J. Ostapenko  | 1er tour (1/32) F. Ferro     |                                | Annulé                    |  | Annulé                        |
| 2022  |       | 1re tour (1/32) D. Kasatkina | WTA 500                  | 2e tour (1/32) S. Cîrstea   | 1er tour (1/64) L. Bronzetti | 1er tour (1/32) G. Muguruza   | 2e tour (1/16) O. Jabeur     | 2e tour (1/16) I. Świątek    | 1/4 de finale P. Kvitová       | Hors calendrier           |  | 2e tour (1/16) M. Keys        |
| 2023  |       | WTA 500                      |                          |                             |                              |                               |                              |                              |                                |                           |  | 1er tour (1/32) T. Townsend   |
| 2024  |       |                              |                          |                             |                              |                               |                              |                              | 1er tour (1/32) V. Gracheva    | 1er tour (1/64) C. Osorio |  | 1er tour (1/32) L. Bronzetti  |
| 2025  |       |                              |                          | 1er tour (1/64) C. McNally  | 1er tour (1/64) B. Pera      | 1re tour (1/64) R. Masarova   | 1er tour (1/64) V. Gracheva  | 1er tour (1/64) A. Sevastova | 2e tour (1/32) C. Tauson       |                           |  |                               |

Sous le résultat, l’ultime adversaire.
1. 1 2   Les tournois de Doha et Dubaï alternent le statut de tournoi WTA 1000 (ex Premier 5) entre 2009 et 2023 : les trois premières éditions ont lieu à Dubaï, les trois suivantes à Doha, puis Dubaï accueille le tournoi de cette catégorie les années impaires et Dubaï les années paires. De 2011 à 2023, la ville qui n’accueille pas de WTA 1000 organise à la place un tournoi WTA 500 (ex Premier).
2. 1 2 3 4 5 6 7 8   L’ordre de déroulement des tournois a évolué depuis 2009 : Rome se dispute avant Madrid et Cincinnati avant Montréal/Toronto jusqu’en 2010, tandis que Tokyo (2009-2013)-Wuhan (2014-2019, 2024-)-Guadalajara (2022-2023) ont lieu avant Pékin jusqu’en 2023.
3. 1 2 3 4 5 6 7 8  Du fait de la pandémie de Covid-19, les tournois d’Indian Wells, de Miami, de Madrid, du Canada, de Wuhan et de Pékin sont annulés en 2020. Ces deux derniers le sont également en 2021. Pour des raisons d’organisation, le tournoi de Cincinnati 2020 a exceptionnellement lieu à Flushing Meadows à New York.
4. ↑  Le 1er décembre 2021, le président de la WTA, Steve Simon, annonce que tous les tournois prévus en Chine et à Hong Kong sont suspendus à partir de 2022, en raison de préoccupations concernant la sécurité et le bien-être de la joueuse de tennis chinoise Peng Shuai après ses allégations de relations sexuelles non-consenties avec Zhang Gaoli, membre de haut rang du Parti communiste chinois. Le tournoi de Pékin revient en 2023. Le tournoi de Guadalajara remplace celui de Wuhan pendant deux ans, ce dernier réapparaissant en 2024.

## Parcours aux Jeux olympiques

### En simple dames
| # | Date       | Nom de l'olympiade         | Surface             | Résultat        | Ultime adversaire | Score         |          |
| - | ---------- | -------------------------- | ------------------- | --------------- | ----------------- | ------------- | -------- |
| 1 | 31/07/2021 | Olympic Tennis Event Tokyo | Dur (ext.)          | 2e tour (1/16)  | Elina Svitolina   | 4-6, 6-4, 6-3 | Parcours |
| 2 | 27/07/2024 | Olympic Tennis Event Paris | Terre battue (ext.) | 1er tour (1/32) | Coco Gauff        | 6-3, 6-0      | Parcours |

### En double dames
| # | Date       | Nom de l'olympiade         | Surface             | Résultat        | Partenaire     | Ultimes adversaires           | Score            |          |
| - | ---------- | -------------------------- | ------------------- | --------------- | -------------- | ----------------------------- | ---------------- | -------- |
| 1 | 27/07/2024 | Olympic Tennis Event Paris | Terre battue (ext.) | 1er tour (1/16) | Olivia Gadecki | Mirra Andreeva Diana Shnaider | 6-3, 2-6, [10-6] | Parcours |

## Classements WTA en fin de saison
| Année          | 2008 | 2009 | 2010 | 2011 | 2012 | 2013 | 2014 | 2015 | 2016 | 2017 | 2018 | 2019 | 2020 | 2021 | 2022 | 2023 | 2024 |
| Rang en simple | 973  | 353  | 157  | 145  | 453  | 78   | 63   | 66   | 937  | 151  | 43   | 51   | 68   | 45   | 33   | 549  | 85   |
| Rang en double | –    | 380  | 724  | 275  | 360  | 299  | 48   | 92   | 382  | 370  | 140  | 159  | 127  | 141  | 136  | –    | 144  |

Source : (en) Classements de Ajla Tomljanović sur le site officiel de la Fédération internationale de tennis

## Records et statistiques

### Victoires sur le top 10
Toutes ses victoires sur des joueuses classées dans le top 10 de la WTA lors de la rencontre.
| Légende             |
| ------------------- |
| Grand Chelem        |
| Premier* / WTA 1000 |
| Premier / WTA 500   |
| WTA 250             |
| Fed Cup             |

| # | Rang  |  | Tournoi       | Année | Surface      |  | Adversaire          | Rang | Tour | Score          | Tableau |
| - | ----- |  | ------------- | ----- | ------------ |  | ------------------- | ---- | ---- | -------------- | ------- |
| 1 | no 72 |  | Roland-Garros | 2014  | Terre battue |  | Agnieszka Radwańska | no 3 | 1/16 | 6-4, 6-4       | Tableau |
| 2 | no 40 |  | Miami         | 2019  | Dur          |  | Aryna Sabalenka     | no 9 | 1/32 | 6-3, 6-4       | Tableau |
| 3 | no 46 |  | Zhengzhou     | 2019  | Dur          |  | Kiki Bertens        | no 8 | 1/8  | 6-4, 7-61      | Tableau |
| 4 | no 47 |  | Indian Wells  | 2021  | Dur          |  | Garbiñe Muguruza    | no 6 | 1/32 | 6-3, 1-6, 6-3  | Tableau |
| 5 | no 42 |  | Roland Garros | 2022  | Terre battue |  | Anett Kontaveit     | no 5 | 1/64 | 7-65, 7-5      | Tableau |
| 6 | no 63 |  | Cincinnati    | 2022  | Dur          |  | Paula Badosa        | no 4 | 1/16 | 63-7, 6-0, 6-2 | Tableau |